# Gypona bipartita
Gypona bipartita är en insektsart som beskrevs av Rauno E. Linnavuori och Delong 1977. Gypona bipartita ingår i släktet Gypona och familjen dvärgstritar. Inga underarter finns listade i Catalogue of Life.